# Phil Hellmuth

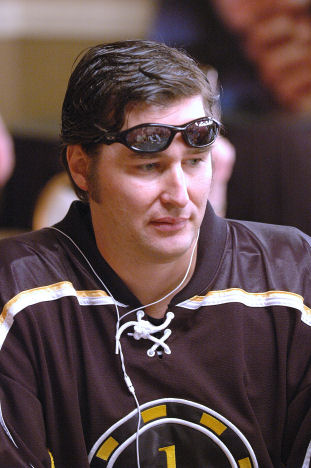
Phil Hellmuth

Phillip J. Hellmuth, Jr. (Madison, Wisconsin, 1964. július 16. –) amerikai profi pókerjátékos. 15 WSOP karkötőjével csúcstartó. Az 1989-es main event győztese. A Póker Hírességek Csarnokának is a tagja. Össznyereménye meghaladja a 11.000.000$-t.

## WSOP
1989-ben a 24 éves Phil Hellmuth volt a legfiatalabb aki WSOP karkötőt nyert, legyőzve a címvédő Johnny Chan-t a Heads upban.
Egészen 2008-ig birtokolta ezt a címet, amikor a 22 éves Peter Eastgate megnyerte a főversenyt, egy évvel utána meg a 21 éves Joe Cada.
A 2006-os WSOP-n bezsebelte a 10. karkötőjét az 1000$-os No Limit Holdem versenyen.
A 2007-es World Series of Pokeren Hellmuth megszerezte a 11. karkötőjét az 1500$-os No Limit Holdemen, ezzel övé lett a legtöbb WSOP karkötő, megelőzve Doyle Brunsont és Johnny Chan-t, akiknek 10-10 karkötőjük van.
2011 volt számára az anyagilag legsikeresebb WSOP évad 1.65 millió dolláros össznyereményével, annak ellenére, hogy újabb karkötőt nem nyert. Három versenyen lett második helyezett, valamint az év játékosa címről is lecsúszott Ben Lamb mögött.
2012-ben megszerezte 12. karkötőjét Seven-Card Razz játékban, mely az első nem holdem póker bajnoki címe.
2012 októberében a Cannes-ban megrendezett WSOP Europe főversenyét is megnyerte.
2015-ben újabb karkötőre tett szert Seven Card Razz játékban, 2018-ban pedig ismét holdem-ben aratott győzelmet.
Hellmuth 138 alkalommal ért el fizetős helyezést, ebből 57-szer pedig döntő asztalig jutott.
Összesen WSOP versenyeken $14,557,887 nyert, ezzel az 5. a WSOP-n legtöbbet nyertek ranglistáján.
| Év   | Verseny                                         | Díj (US$)  |
| ---- | ----------------------------------------------- | ---------- |
| 1989 | $10,000 No Limit Hold'em World Championship     | $755,000   |
| 1992 | $5,000 Limit Hold'em                            | $168,000   |
| 1993 | $1,500 No Limit Hold'em                         | $161,400   |
| 1993 | $2,500 No Limit Hold'em                         | $173,000   |
| 1993 | $5,000 Limit Hold'em                            | $138,000   |
| 1997 | $3,000 Pot Limit Hold'em                        | $204,000   |
| 2001 | $2,000 No Limit Hold'em                         | $316,550   |
| 2003 | $2,500 Limit Hold'em                            | $171,400   |
| 2003 | $3,000 No Limit Hold'em                         | $410,860   |
| 2006 | $1,000 No Limit Hold'em with rebuys             | $631,863   |
| 2007 | $1,500 No Limit Hold'em                         | $637,254   |
| 2012 | $2,500 Seven-Card Razz                          | $182,793   |
| 2012 | €10,450 No Limit Hold'em WSOP Europe Main Event | €1,022,376 |
| 2015 | $10,000 Seven-Card Razz                         | $271,105   |
| 2018 | $5,000 No Limit Hold'em                         | $485,082   |

## Személyisége
Hellmuth gyakran tesz megjegyzéseket ellenfeleire, különösen miután bad beat-et szenved el.

## Róla írták magyarul
- Joe Navarro: Phil Hellmuth bemutatja, olvasd le, foszd ki! Egy FBI ügynök pókerútmutatója az árulkodó jelek megfejtéséhez; közrem. Marvin Karlins, ford. Illés Róbert; Kelly, Budapest, 2008 (Casino sorozat)